# Galium bungei
Galium bungei là một loài thực vật có hoa trong họ Thiến thảo. Loài này được Steud. mô tả khoa học đầu tiên năm 1840.